# Hammurabi Ier d'Alep
 (février 2025).
Si vous disposez d'ouvrages ou d'articles de référence ou si vous connaissez des sites web de qualité traitant du thème abordé ici, merci de compléter l'article en donnant les références utiles à sa vérifiabilité et en les liant à la section « Notes et références ».
Hammurabi Ier d'Alep est un roi du Yamkhad (Alep). Il monte sur le trône vers 1765 av. J.-C., succédant à son père Yarim-Lim Ier.
Comme les archives de Mari, essentielles pour notre connaissance de l'histoire du Yamkhad, s'arrêtent peu après sa montée sur le trône, on est peu renseigné sur les évènements qui se sont produits sous son règne dans son propre royaume. Il semble qu'il n'ait pas cherché à porter secours à son beau-frère Zimrî-Lîm quand celui-ci se fait battre par Hammurabi de Babylone, qui prend et détruit Mari. Ceci n'a pas nui aux intérêts du Yamkhad, puisqu'on sait par les archives de Shekhna (Tell Leilan), postérieures à cet évènement, que le roi d'Alep étend son autorité jusque dans la région du Khabur, auparavant chasse gardée du roi de Mari.
À sa mort, son fils Abbân lui succède.